# Carolina Jaramillo (futbolista)
Christian Carolina Jaramillo Quintero (Tijuana, Baja California, México, 19 de marzo de 1994), conocida como Carolina Jaramillo, es una futbolista profesional mexicana, campeona de los XXII Juegos Centroamericanos y del Caribe en el 2014. Fue la primera jugadora mexicana en participar en la liga de futbol rápido profesional varonil de Estados Unidos, la Major Arena Soccer League. En la Primera División Femenil de México jugó el equipo de Club Tijuana Femenil, en Tigres UANL y actualmente juega en el Club Deportivo Guadalajara Femenil.

## Biografía
Comenzó su carrera en el 2003 en equipos de fútbol rápido de su ciudad natal, con los cuales compitió en torneos municipales,estatales y nacionales a lo largo de 10 años. En el 2013, comenzó a jugar con el Club Tijuana Femenil, con el cual participó en la Women's Premier Soccer League de Estados Unidos, ante la inexistencia de una liga profesional en México. En 2014 fue convocada a la Selección femenina de fútbol sub-20 de México para participar en la Copa Mundial Femenina de Fútbol Sub-20 en Canadá. Con la selección nacional también conquistó la medalla de oro en los Juegos Centroamericanos y del Caribe, celebrados en Veracruz en el 2014.
En diciembre del 2016, se convirtió en la primera mujer mexicana en participar en la máxima liga de fútbol rápido profesional varonil de Estados Unidos, la Major Arena Soccer League, al firmar con el equipo Atlético Baja. Debutó en la Primera División Femenil de México con el Club Tijuana (Xolas) en el torneo de la Copa de la Liga MX Femenil 2017, equipó con el que consiguió el subcampeonato tras perder la final frente al Club de Futbol Pachuca Femenil. Para el torneo de Apertura 2017, fue fichada por el conjunto de Tigres UANL, en donde finalizó como goleadora del equipo con un total de 9 anotaciones.

## Estadísticas
Actualizado al último partido jugado el 20 de mayo de 2022.
| Club Tijuana Femenil México                                                                                            |               | Copa 2017     | 4   | 3  | 0 | 0 | 0 | 0 | 4   | 3  | 0.75 |
| Tigres UANL México | 1.ª           | A-2017        | 15  | 9  | 0 | 0 | 0 | 0 | 15  | 9  | 0.6  |
| Tigres UANL México | 1.ª           | C-2018        | 18  | 6  | 0 | 0 | 0 | 0 | 18  | 6  | 0.33 |
| Tigres UANL México | 1.ª           | A-2018        | 16  | 3  | 0 | 0 | 0 | 0 | 16  | 3  | 0.18 |
| Tigres UANL México | 1.ª           | C-2019        | 6   | 0  | 0 | 0 | 0 | 0 | 6   | 0  | 0    |
| Tigres UANL México | 1.ª           | A-2019        | 11  | 0  | 0 | 0 | 0 | 0 | 11  | 0  | 0    |
| Tigres UANL México | 1.ª           | C-2020        | 3   | 0  | 0 | 0 | 0 | 0 | 3   | 0  | 0    |
| | Total club    | Total club    | 69  | 18 | 0 | 0 | 0 | 0 | 69  | 18 | 0.26 |
| Club Guadalajara Femenil México                                                                                        | 1.ª           | A-2020        | 18  | 6  | 0 | 0 | 0 | 0 | 18  | 6  | 0.33 |
| Club Guadalajara Femenil México                                                                                        | 1.ª           | C-2021        | 20  | 6  | 0 | 0 | 0 | 0 | 20  | 6  | 0.3  |
| Club Guadalajara Femenil México                                                                                        | 1.ª           | A-2021        | 15  | 6  | 0 | 0 | 0 | 0 | 15  | 6  | 0.4  |
| Club Guadalajara Femenil México                                                                                        | 1.ª           | C-2022        | 19  | 5  | 0 | 0 | 0 | 0 | 19  | 5  | 0.26 |
| Club Guadalajara Femenil México                                                                                        | Total club    | Total club    | 72  | 23 | 0 | 0 | 0 | 0 | 72  | 23 | 0.31 |
| Total carrera | Total carrera | Total carrera | 145 | 44 | 0 | 0 | 0 | 0 | 145 | 44 | 0.30 |
| (2) Incluye datos de Primera División Femenil de México (2017-Act.). (2) Incluye datos de Copa MX Femenil (2017-Act.). |               |               |     |    |   |   |   |   |     |    |      |

## Clubes
| Club                      | País   | Año           |
| ------------------------- | ------ | ------------- |
| Club Tijuana Femenil      | México | 2017          |
| Tigres de la UANL Femenil | México | 2017-2020     |
| Guadalajara Femenil       | México | 2020-presente |

## Palmarés

### Títulos nacionales
| Título          | Club             | País   | Año  |
| --------------- | ---------------- | ------ | ---- |
| Liga MX Femenil | Tigres UANL      | México | 2018 |
| Liga MX Femenil | Tigres UANL      | México | 2019 |
| Liga MX Femenil | Club Guadalajara | México | 2022 |

## Títulos conSelección Nacional de México
| Competencia                                            | Medalla |
| ------------------------------------------------------ | ------- |
| Juegos Centroamericanos y del Caribe Veracruz 2014     | Oro     |
| Juegos Centroamericanos y del Caribe Barranquilla 2018 | Oro     |
| Juegos Centroamericanos y del Caribe San Salvador 2023 | Oro     |